# 10661 Teutoburgerwald
10661 Teutoburgerwald eller 1211 T-2 är en asteroid i huvudbältet som upptäcktes den 29 september 1973 av den nederländsk-amerikanske astronomen Tom Gehrels och det nederländska astronomparet Ingrid van Houten-Groeneveld och Cornelis Johannes van Houten vid Palomarobservatoriet. Den är uppkallad efter Teutoburgerskogen i Tyskland.
Asteroiden har en diameter på ungefär 5 kilometer.